# تین مشین
تین مشین (انگلیسی: Tin Machine) یک گروه موسیقی راک بریتانیایی-آمریکایی بود که در سال ۱۹۸۸ تشکیل شد. این گروه متشکل از خواننده-ترانه‌سرای انگلیسی دیوید بویی به‌عنوان خواننده اصلی، ساکسیفون‌نواز و گیتارنوار؛ ریوز گابرلز به‌عنوان گیتارنوار و آوازخوان؛ تونی فاکس سیلز به‌عنوان بیس و آوازخوان و هانت سیلز به‌عنوان درام‌نواز و آوازخوان بود. برادران سیلز قبلاً با بویی و ایگی پاپ در تور سال ۱۹۷۷ برای آلبوم ابله اجرا کرده بودند. کوین آرمسترانگ در نخستین و دومین آلبوم استودیویی و نخستین تور کنسرتی گروه گیتار و سازهای شستی را نواخت و اریک شرمرهورن گیتاریست آمریکایی در تور دوم و آلبوم زنده سال ۱۹۹۲ به نوازدگی پرداخت.
هانت سیلز گفت که نام گروه «منعکس کننده صدای گروه» است، و بویی بیان کرد که او و اعضای گروهش به آن ملحق شدند تا «نوعی از موسیقی را بسازیم که از گوش دادن به آن لذت می‌بردیم» و از دید هنری جان تازه‌ای به خود بخشد.
این گروه دو آلبوم استودیویی و یک آلبوم زنده را پیش از برچیدگی در سال ۱۹۹۲ ضبط کرد و پس از آن بویی به کار تک‌نفری خود بازگشت. تا پایان سال ۲۰۱۲، آنها دو میلیون نسخه آلبوم فروختند. بویی گفت تین مشین به احیای مجدد حرفه او کمک کرد.